# Мальковское муниципальное образование
Мальковское муниципальное образование — сельское поселение в Тюменском районе Тюменской области Российской Федерации.
Административный центр — село Мальково.

## История
Статус и границы сельского поселения установлены Законом Тюменской области от 5 ноября 2004 года № 263 «Об установлении границ муниципальных образований Тюменской области и наделении их статусом муниципального района, городского округа и сельского поселения».

## Население
| 2010  | 2011  | 2012  | 2013  | 2014  | 2015  | 2016  |
| ----- | ----- | ----- | ----- | ----- | ----- | ----- |
| 2154  | ↗2156 | ↘2137 | ↗2196 | ↗2235 | ↗2342 | ↗2488 |
| 2017  | 2018  | 2019  | 2020  | 2021  |       |       |
| ↗2559 | ↘2553 | ↗2728 | ↗3008 | ↘2719 |       |       |

## Состав сельского поселения
| № | Населённый пункт | Тип населённого пункта       | Население |
| - | ---------------- | ---------------------------- | --------- |
| 1 | Мальково         | село, административный центр | 1585      |
| 2 | Ошкукова         | деревня                      | 230       |
| 3 | Паренкина        | деревня                      | 72        |
| 4 | Субботина        | деревня                      | 267       |